# Estação Prospekt Veteranov
Prospekt Veteranov (em russo:  Проспе́кт Ветера́нов) é uma estação terminais, no extremo sul da linha Kirovsko-Vyborgskaia (Linha 1) do metro de São Petersburgo, na Rússia.